# Семейство Доры
Семейство Доры — небольшое семейство астероидов, расположенное в главном поясе. Семейство названо в честь первого астероида, классифицированного в эту группу — (668) Дора.

## Крупнейшие астероиды этого семейства
| Имя               | Диаметр  | Большая полуось | Наклонение орбиты | Эксцентриситет орбиты | Год открытия |
| ----------------- | -------- | --------------- | ----------------- | --------------------- | ------------ |
| (668) Дора        | 26,84 км | 2,800 а. е.     | 6,841 °           | 0,232                 | 1908         |
| (2598) Мерлин     | ?        | 2,787 а. е.     | 7,772 °           | 0,215                 | 1980         |
| (2807) Карл Маркс | ?        | 2,793 а. е.     | 7,886 °           | 0,183                 | 1969         |